# Casarabe-Kultur
Die Casarabe-Kultur (etwa 500–1400 n. Chr.) war eine präkolumbische Zivilisation. Spuren dieser Zivilisation finden sich in der bolivianischen Moxos-Ebene.
Die Casarabe-Kultur entwickelte sich parallel zum Tiwanaku-Staat. Die Architektur der Casarabe-Kultur kennzeichnen abgestufte Plattformen, auf denen U-förmige Strukturen, rechteckige Plattformhügel und konische Pyramiden liegen. Primäre Zentren im Siedlungsnetz der Casarabe-Kultur sind die Stätten Cotoca und Landívar.
Ein Forscherteam um Heiko Prümers von der Kommission für Archäologie Außereuropäischer Kulturen belegte, dass auch im Amazonasgebiet Menschen in einer fortgeschrittenen Agrargesellschaft lebten. Mithilfe der Lidar-Technologie gelang es im bolivianischen Amazonastiefland bislang insgesamt 67 Siedlungen der Casarabe-Kultur zu vermessen. In der 2022 präsentierten Studie belegen Lidardaten die Existenz von zwei großen Stätten mit 147 und 315 Hektar.
Insgesamt wurden 92 Stätten lokalisiert, von denen 61 Verteidigungsstrukturen aufwiesen. Erfasst wurden auch Terrassen, gerade Dammwege, Einfriedungen mit Kontrollpunkten und Wasserreservoirs. Rund 1.000 Kilometer bislang erfasste Kanäle und erhöhte Dämme verbanden die Stätten miteinander.
Ein Gebiet von der Größe Englands sei für den Ackerbau, die Jagd und die Fischerei genutzt worden. Eine Untersuchung von 125 Skeletten ergab eine mit vorindustrieller und neolithischer Zivilisation vergleichbare Sterberate. Bei einer Sterberate von rund 20 % im ersten Lebensjahr betrug die durchschnittliche Lebensdauer 21,9 Jahre, wobei Frauen mit 20,6 Jahren eine deutlich niedere Lebenserwartung als Männer mit 26,6 Jahren hatten. Das übliche Sterbealter für die Kindheit überlebende Menschen lag bei  30–40 Jahren.
Die in der Region Llanos de Moxos teilweise neu entdeckten Städte der Casarabe-Kultur seien vergleichbar mit den Monumentalbauten der Tiwanaku, der Inkas, Mayas oder Azteken.